# 湧永満之
湧永 満之（わくなが まんじ、1910年9月10日 - 1992年8月9日）は、実業家。 湧永製薬創業者。　

## 経歴・人物
広島県高田郡甲田町（現安芸高田市）出身。1929年、旧制崇徳中学（現崇徳高校）卒業。野村信託勤務後、共同で大阪に商社を設立、薬品担当の役員だった1950年代前半、人を介して紹介された元ベルリン大学教授・シュネル博士のニンニク研究のすすめを受け独立。1955年6月、湧永薬品を設立した。当初はシュネル博士の研究室で作った薬品を販売する会社であった。このため製品の遅れや営業の不慣れがあって経営は苦難があった。湧永は専門家でも研究者でもないが、こうした販売業と並行し素人の強みで体当たりでニンニク研究にも没頭。ニンニクは滋養強壮によいとは昔から知られていたが、臭いが強いことと、生で食べると胃や食道の粘膜を傷つける特性があり大量摂取に難があった。博士の助言を受けながら陣頭指揮を執り6年後の1960年、独持の熟成法とエキス抽出法を開発し、のちの主力製品となる滋養強壮剤「レオピン」を発売した。1965年に「キヨーレオピン」と改称したこの商品は、口コミを中心に評判が拡がり今日に至るロングセラーとなっている。
1963年、故郷である広島県甲田町に工場を建設。原料であるニンニク栽培のため広島や北海道に自社農園を建設。1972年には、ワクナガ・オブ・アメリカを設立し、アメリカでも販路開拓のため全米の薬問屋に営業にまわった。現在「キヨーレオピン」は「KYOLIC」の商品名で世界40数カ国で販売されている。1991年「無臭ニンニクエキスの自然塾成法」で科学技術振興功績賞受賞。晩年はニンニクから制がん剤を開発しようと執念を燃やした。1981年、社長は長男・湧永儀助に譲ったが1992年に81歳で亡くなるまで社主兼会長を務めた。同社は現在、孫の湧永寛仁が社長を務めている。没後1993年、故郷・甲田町の広島工場近くの丘陵地に、湧永の社員手作りによる湧永満之記念庭園が開園した。
社業以外の大きな功績では1969年のハンドボール部（現ワクナガレオリック）創部がある。創部の発案は息子・儀助といわれるが、1989年広島事業所内に造った専用体育館・ 湧永満之記念体育館は満之が私財を投じたものといわれる。同チームは施設が充実した広島事業所に本拠を移した1970年代後半から、日本のトップチームとして君臨。1970年代から1990年代の長きに渡り日本リーグ、全日本総合、全日本実業団、国体の主要タイトルを、湧永と大同特殊鋼（大同特殊鋼フェニックス）のどちらかが優勝する二強時代を形成、日本のハンドボール界を牽引した。現在も日本ハンドボール協会の主要幹部・指導者はどちらかのOBが多い。また湧永はライバルとなった呉市に本拠を置いた日新製鋼も強豪とし、広島県のハンドボールを牽引、女子ハンドボールチーム・イズミ創部も促す等、同県のスポーツ界に多大な貢献を残している。